# Александров Георгій Федорович
Георгій Федорович Александров (нар. 4 квітня 1908, місто Санкт-Петербург — 21 липня 1961, місто Москва) — радянський діяч, філософ, начальник Управління пропаганди і агітації ЦК ВКП(б), директор Інституту філософії Академії наук СРСР, міністр культури СРСР. Кандидат у члени ЦК ВКП(б) (ЦК КПРС) у 1941—1956 роках. Член Організаційного бюро ЦК ВКП(б) з 18 березня 1946 по 5 жовтня 1952 року. Доктор філософських наук (1939), професор (1939). Академік Академії наук СРСР (з 30 листопада 1946 року по відділенню філософії та права (філософія)). Депутат Верховної Ради СРСР 2-го, 4-го скликань.

## Життєпис
Народився в родині робітника—електромонтера. На початку 1920-х років став безпритульним, потім виховувався в Борисоглібському дитячому будинку Тамбовської губернії. У 1922 році вступив до комсомолу. З вересня 1924 по червень 1925 року — учень школи І ступеня міста Борисоглібська.
У червні 1925 — лютому 1926 року — завідувач хати-читальні села Махровки Борисоглібського повіту. У лютому — серпні 1926 року — вихователь трудової дитячої колонії в радгоспі «Мар'їнка».
У вересні 1926 — травні 1928 року — курсант Тамбовської губернської школи радянського і партійного будівництва ІІ ступеня.
Член ВКП(б) з березня 1928 року.
У липні — серпні 1928 року — інструктор Тамбовського губернського комітету комсомолу. Працював викладачем суспільствознавства в Тамбовській семирічній школі.
У вересні 1928 — серпні 1930 року — завідувач партійного кабінету Борисоглібського окружного комітету ВКП(б).
У вересні 1930 — липні 1932 року — студент, у серпні 1932 — червні 1935 року — аспірант Московського історико-філософського інституту. У 1935 році став кандидатом філософських наук і доцентом.
У червні 1935 — жовтні 1936 року — викладач, завідувач науково-дослідного сектора, науковий співробітник, у жовтні 1936 — березні 1938 року — помічник директора з науково-дослідної роботи, т.в.о. декана філософського факультету, вчений секретар Московського історико-філософського інституту.
У березні 1938 — січні 1939 року — завідувач редакційно-видавничого відділу виконавчого комітету Комуністичного Інтернаціоналу.
У 1939—1946 роках — директор Вищої партійної школи при ЦК ВКП(б).
У 1939 році захистив докторську дисертацію про Аристотель, в тому ж році став доктором філософських наук і професором. З 1939 по 1940 рік — перший завідувач утвореної в 1939 році кафедри історії філософії Московського історико-філософського інституту.
Одночасно з 21 січня по березень 1939 року — заступник завідувача відділу пропаганди і агітації (усної і друкованої) ЦК ВКП(б). 31 березня 1939 — 6 вересня 1940 року — заступник начальника Управління пропаганди і агітації ЦК ВКП(б) та завідувач відділу партійної пропаганди Управління пропаганди і агітації ЦК ВКП(б).
6 вересня 1940 — 17 вересня 1947 року — начальник Управління пропаганди і агітації ЦК ВКП(б).
У вересні 1947 — березні 1954 року — директор Інституту філософії Академії наук СРСР.
9 березня 1954 — 10 березня 1955 року — міністр культури СРСР. У 1955 році, поряд з кількома партійними ідеологами, став фігурантом сексуального скандалу («справа гладіаторів»), внаслідок чого позбувся посади і був відправлений до Мінська.
З 1955 по липень 1961 року працював завідувачем сектора діалектичного та історичного матеріалізму Інституту філософії та права Академії наук Білоруської РСР.
Спеціалізувався із історії західної філософії. Головні праці: «Історія західноєвропейської філософії» (1946), «Історія соціології як науки» (1958). Крім того, Александров відомий як один з укладачів книги «Йосип Віссаріонович Сталін. Коротка біографія» (М., 1939).
Помер 21 липня 1961 року в Москві. Похований на Новодівочому цвинтарі Москви.

## Нагороди
- два ордени Леніна (10.06.1945; 1953)
- орден Вітчизняної війни І ступеня (23.09.1945)
- Орден Трудового Червоного Прапора (20.04.1944)
- Орден «Знак Пошани»
- Сталінська премія першого ступеня (1943) — за наукову працю «Історія філософії» в 3 томах (1940—1942)
- Сталінська премія другого ступеня (1946) — за книгу «Історія західноєвропейської філософії»
- медалі